# Theodor Niehaus

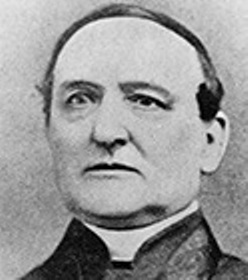
Theodor Niehaus

Theodor Niehaus (* 28. September 1820 in Barßel; † 4. September 1887 in Vechta) war ein deutscher katholischer Priester und Bischöflicher Offizial des oldenburgischen Teils der Diözese Münster mit Dienstsitz in Vechta.

## Lebensweg
Niehaus wurde in Barßel geboren und besuchte das Gymnasium Antonianum Vechta. Im Anschluss studierte er von 1846 bis 1850 an der Universität Münster Theologie. Am 25. Mai 1850 empfing er die Priesterweihe. In den folgenden Jahren war er als Vikar in Friesoythe und als Lehrer am Gymnasium in Vechta tätig. Im Februar 1854 wurde er zum Pfarrer von Oldenburg ernannt. Für die wachsende Zahl der Katholiken in der Residenzstadt des Großherzogtums begann unter Niehaus’ Leitung der Bau der neuen Pfarrkirche St. Peter, der 1876 unter seinem Nachfolger vollendet wurde. Daneben tat sich Niehaus auch als Gründer des Pius-Hospitals, des ersten katholischen Krankenhauses der Stadt, hervor. Während des Deutsch-Französischen Krieges hielt sich Niehaus teilweise im Feld bei den Truppen des Großherzogtums auf.
Am 12. März 1873 wurde Niehaus zum Bischöflichen Offizial der Diözese Münster im Großherzogtum Oldenburg ernannt und am 23. April in sein Amt eingeführt. Sein Dienstsitz war in Vechta. Seine Ernennung hatte Niehaus vornehmlich dem Großherzog zu verdanken, der die Position aus dem einheimischen Klerus besetzt wissen wollte, während der Bischof von Münster den späteren Weihbischof Maximilian Gereon Graf von Galen bevorzugt hatte.
In Niehaus Amtszeit fielen die Jahre des Kulturkampfes, sodass er sich hauptsächlich um den Erhalt der guten Beziehung zwischen Staat und katholischer Kirche kümmern musste. Dazu vermied er jegliche Störungen und war bemüht, Forderungen seitens der großherzoglichen Regierung schnell und widerspruchslos umzusetzen. Immerhin konnte er dadurch vermeiden, dass die großherzogliche Regierung eigene Kulturkampfgesetze erließ, was demnach allerdings keine Folge ihrer toleranten Haltung war, sondern eher an der nachgiebigen Haltung des Offizials Niehaus lag. Niehaus’ Nachfolger im Amt als Bischöflicher Offizial wurde Anton Stukenborg.

## Auszeichnungen
Am 17. Januar 1869 wurde Niehaus das mit dem Großherzoglich Oldenburgischen Haus- und Verdienstorden verbundene Ehrenkreuz ohne die Schwerter I. Klasse und am 17. Januar 1882 das Capitular-Ritterkreuz I. Klasse verliehen. Weiterhin wurde Niehaus mit der Deutschen Erinnerungsmedaille an den Feldzug 1870/1871 für Nicht-Combattanten ausgezeichnet.